# Inter-melkweg-spoel
De inter-melkweg-spoel is een fictief sneller dan licht transportsysteem, bedacht door Belgisch striptekenaar Roger Leloup. De inter-melkweg-spoel wordt gebruikt in de verhalen over Yoko Tsuno.

## Techniek
De inter-melkweg-spoel bestaat uit twee ruimtestations, die met een voor licht ondoordringbare stralenbundel met elkaar verbonden zijn. Een station bevindt zich bij de planeet Saturnus in het Melkweg-sterrenstelsel, het andere bij de planeet Vinea in het M33-sterrenstelsel.
Omdat in de stralenbundel geen licht kan bestaan kan er binnen de bundel met zeer hoge snelheid worden gereisd. De afstand tussen de Aarde en Vinea van twee miljoen lichtjaar kan in twee maanden worden overbrugd.

## Geschiedenis
Twee miljoen jaar geleden ontvluchtten de Vineanen hun planeet. Hun twee zonnen dreigden namelijk op elkaar te botsen. Nadat het laatste transportschip de planeet had verlaten, werd het inter-melkweg-spoel-station achter dat laatste schip aangestuurd. Net als de transportschepen reisde het station met de lichtsnelheid. Toen het station in het Zonnestelsel arriveerde werden eerst enkele testvluchten uitgevoerd. Daarna gingen zes Vineanen (waaronder Vynka, Khany en Poky) en drie Aardlingen (Yoko Tsuno, Paul Pola en Ben Beeld) op reis naar Vinea.